# モンティ・マカッチン
モンティ・マカッチン(Monty McCutchen, 1966年2月14日 - )は、NBAのレフェリー(審判員)。アメリカ合衆国サンアンジェロ出身。1993-1994シーズンより現在に至るまでNBAでレフェリーを務め続けている。"背番号は13番"。現在、NBAの上級副社長で、NBA、WNBA、およびNBAGリーグでレフリーの育成とトレーニングの責任者を務めている。リーグで最も評価が高く、最も尊敬されている審判の1人である。

## 経歴
テキサス州サンアンジェロ出身のマッカッチェンは、テキサス大学アーリントン校で英文学とスピーチコミュニケーションの学士号を取得した。NBAに参加する前、コンチネンタル・バスケットボール・アソシエーション(CBA)の審判を4シーズン務めた。過去3シーズンのCBAファイナルを含め、4年間すべてプレーオフゲームを担当した。マカッチェンは、NBAの役員として25シーズンを過ごした後、2017年12月に現在の地位に就いた。1,400以上のレギュラーシーズンゲームと169以上のプレーオフゲームを担当した。NBAファイナルで16試合を審判した。最近では、クリーブランド・キャバリアーズとゴールデンステート・ウォリアーズの間で開催された2017年のチャンピオンシップシリーズのゲーム3で主審を務めた。マカッチェンと妻には息子と娘がいる。

## NBAファイナル審判
2017 ファイナル, ゲーム3 ゴールデンステート・ウォリアーズ (118) @ クリーブランド・キャバリアーズ (113)
2016 ファイナル, ゲーム7 クリーブランド・キャバリアーズ (93) @ ゴールデンステート・ウォリアーズ (89)
2016 ファイナル, ゲーム5 クリーブランド・キャバリアーズ (112) @ ゴールデンステート・ウォリアーズ (97)
2016 ファイナル, ゲーム3 ゴールデンステート・ウォリアーズ (90) @ クリーブランド・キャバリアーズ (120)
2015 ファイナル, ゲーム5: クリーブランド・キャバリアーズ(91) @ ゴールデンステート・ウォリアーズ(104)
2015 ファイナル, ゲーム1: クリーブランド・キャバリアーズ (100) @ ゴールデンステート・ウォリアーズ (108) (OT)
2014 ファイナル, ゲーム3: サンアントニオ・スパーズ (111) @ マイアミ・ヒート (92)
2013 ファイナル, ゲーム7: サンアントニオ・スパーズ (88) @ マイアミ・ヒート (95)
2013 ファイナル, ゲーム 5: マイアミ・ヒート (98) @ サンアントニオ・スパーズ (114)
2013 ファイナル, ゲーム 1: サンアントニオ・スパーズ (92) @ マイアミ・ヒート (88)
2012 ファイナル, ゲーム 5: オクラホマシティ・サンダー (106) @ マイアミ・ヒート (121)
2012 ファイナル, ゲーム 1: マイアミ・ヒート (94) @ オクラホマシティ・サンダー (105)
2011 ファイナル, ゲーム 4: マイアミ・ヒート (83) @ ダラス・マーベリックス (86)
2010 ファイナル, ゲーム 6: ボストン・セルティックス (67) @ ロサンゼルス・レイカーズ (89)
2010 ファイナル, ゲーム 2: ボストン・セルティックス (103) @ ロサンゼルス・レイカーズ (94)
2009 ファイナル, ゲーム 2: オーランド・マジック (96) @ ロサンゼルス・レイカーズ (101) (OT)